# (74303) 1998 TN3
(74303) 1998 TN3 – planetoida z pasa głównego asteroid okrążająca Słońce w ciągu 4,15 lat w średniej odległości 2,58 j.a. Odkryta 14 października 1998 roku.